# Westlicher Texttyp
Der westliche Texttyp ist einer von mehreren Texttypen des Neuen Testaments, zwischen denen die neutestamentliche Textkritik unterscheidet. Er ist in den alten lateinischen Übersetzungen aus dem Griechischen die vorherrschende Textform, ebenso in Zitaten bestimmter christlicher Autoren des 2. und 3. Jahrhunderts, darunter Cyprian, Tertullian und Irenäus von Lyon. Der westliche Texttyp hat häufig gegenüber den anderen Textypen Zusätze und ist insgesamt länger. Der Texttyp stammt konträr zu seinem Namen nicht aus dem Westen, sondern hat diesen Namen, weil er im Westen zeitweise vorherrschend war. In den meisten Fällen gilt der westliche Texttyp gegenüber den anderen Texttypen trotz seines hohen Alters in der Qualität unterlegen. Kurt und Barbara Aland geben Manuskripten des westlichen Texttyps die Kategorie IV.
| Zeichen                           | Namen                 | Datum          | Inhalt                                    |
| --------------------------------- | --------------------- | -------------- | ----------------------------------------- |
| {\displaystyle {\mathfrak {P}}}37 | Papyrus 37            | ca. 300        | Matthäus 26 †                             |
| {\displaystyle {\mathfrak {P}}}38 | Papyrus Michigan      | ca. 300        | Fragment der Apostelgeschichte            |
| {\displaystyle {\mathfrak {P}}}48 | Papyrus 48            | 3. Jahrhundert | Apostelgeschichte 23                      |
| {\displaystyle {\mathfrak {P}}}69 | Oxyrhynchus XXIV      | 3. Jahrhundert | Lukas 22                                  |
| Unzial 0171                       |                       | 4. Jahrhundert | Matthäus und Lukas †                      |
| ﬡ (01)                            | Codex Sinaiticus      | 4. Jahrhundert | Johannes 1,1–8,38                         |
| Dea (05)                          | Codex Bezae           | ca. 400        | Evangelien und Apostelgeschichte          |
| W (032)                           | Codex Washingtonianus | 5. Jahrhundert | Markus 1,1–5,30                           |
| Dp (06)                           | Codex Claromontanus   | 6. Jahrhundert | Apostelgeschichte, Kath. und Paulusbriefe |
| Fp (010)                          | Codex Augiensis       | 9. Jahrhundert | Paulusbriefe                              |
| Gp (012)                          | Codex Boernerianus    | 9. Jahrhundert | Paulusbriefe                              |

Andere Handschriften: {\displaystyle {\mathfrak {P}}}25, {\displaystyle {\mathfrak {P}}}29 (?), {\displaystyle {\mathfrak {P}}}41, 066, 0177, Minuskel 36, Minuskel 88, 181, 255, 257, 338, 383, 440, 614, 913, 915, 917, 1108, 1245, 1518, 1611, 1739, 1836, 1874, 1898, 1912, 2138, 2298.